# Пневмоцефалия
Пневмоцефалия (лат. pneumocephalia; пневмо- + греч. kephale, голова) — скопление воздуха внутри черепа. Воздух может находиться в церебральных оболочках, в веществе мозга и его желудочках. Пневмоцефалия может быть выражена как осложнение травмы головы, нейрохирургических оперативных вмешательств, опухолей головного мозга и церебральных инфекций. Часто пневмоцефалия может быть незаметна за основной патологией. Выявить её можно с помощью МРТ, КТ головного мозга и рентгенографии черепной коробки.
Пневмоцефалия (ПЦ) в нейрохирургической практике имеет глубокую историю. Впервые термин ПЦ упоминается в 1884 году Chiari (1884) для описания внутричерепного нахождения воздуха. В настоящее время под термином пневмоцефалия понимается скопление воздуха в полости черепа. J.W. Markham (1967), изучая 295 случаев ПЦ показал, что в 73,8% наблюдений травма явилась наиболее частой причиной, на втором месте по частоте встречаемости опухоли (12%), далее инфекции (8,8%), хирургические вмешательства (3,7%), а также идиопатические (0,6%). Luckett (1913), встречаемость травматической внутричерепной ПЦ была оценена, между 0,5% и 1 % всех травм черепа. W.L. Steudel and Н. Hacker (1986) провели КТ исследование 508 пациентам с острой травмой головы. Ретроспективный анализ результатов показал внутричерепную ПЦ в 49 случаях (9,7%). В нейроонкологии ПЦ является довольно частым явлением при операциях на задней черепной ямке, особенно в положении больного сидя во время операции.
Рядом авторов описаны наблюдения, где ПЦ является одной из причин развития летального исхода, что связывается с развитием масс-эффекта и дислокационного синдрома.
ПЦ в ряде случаев вызывает нарушение ликровоциркуляции в головном мозге и, прежде всего, на уровне желудочков мозга. Развивающиеся нарушения являются причиной гидроцефалии, как симметричной, так и асимметричной. В современной литературе не освещены механизмы подобных нарушений и не описаны методы их устранения.
Лечение ПЦ в настоящее время не имеет стандартизированных критериев. В одних случаях больным необоснованно долго назначается медикаментозная терапия, в других проводится поспешное хирургическое лечение.
Используемые в настоящее время методы лечения можно разделить:
а) этиологические - устранение воздушного свищевого хода, что,
например, встречается при субдуральной ПЦ лобной области, вызванной
операционным доступом к лобной области. В этом случае выполняют
пластику ТМО и лобной пазухи;
б) патогенетические - пунктирование воздушной кисты;
в) симптоматические - устранение наиболее беспокоящих пациента
проявлений ПЦ (головной боли, менингизма).
Однако, к настоящему времени не выработано четких показаний к выбору того или иного метода лечения ПЦ, не разработаны адаптированные методики хирургического удаления воздуха из ликворных пространств, не существует схем медикаментозной терапии, позволяющих наиболее

эффективно облегчить проявления ПЦ.